# Temistocles Pérez
Temistocles Pérez (n. Panamá, Panamá; 10 de marzo de 1981) es un futbolista panameño. Juega de delantero y su equipo actual es el SD Atlético Nacional de la Liga Nacional de Ascenso.

## Trayectoria
Se inició en el Club Deportivo Plaza Amador. Luego pasó al Atlético Chiriquí en 2005.  De ahí, se integró a las filas de San Francisco FC hasta finales de 2006, a principios de 2007 ficha por el Club Deportivo FAS de El Salvador. Para el 2008 regresa al San Francisco FC para el Torneo Anaprof Clausura 2008 y la Concacaf Liga Campeones 2008-2009 donde hace dos goles y se convierte en uno de los delanteros más eficaces del año. En el 2010 fue fichado por Tauro FC donde se consagra campeón del LPF Apertura 2010.
Para el LPF Apertura 2012 se convierte en uno de los refuerzos para el Club Deportivo Plaza Amador. Para el Clausura 2013 ficha por el Río Abajo FC.

## Clubes
| Club                 | País        | Año           |
| -------------------- | ----------- | ------------- |
| Atlético Chiriqui    | Panamá      | 2005-2006     |
| San Francisco FC     | Panamá      | 2006          |
| Club Deportivo FAS   | El Salvador | 2007          |
| San Francisco FC     | Panamá      | 2007-2009     |
| Tauro FC             | Panamá      | 2010-2011     |
| CD Plaza Amador      | Panamá      | 2011-2012     |
| Río Abajo FC         | Panamá      | 2013          |
| Chorrilo FC          | Panamá      | 2013          |
| Sporting SM          | Panamá      | 2014          |
| SD Atlético Nacional | Panamá      | 2015-Presente |

## Palmarés
| Título                | Club             | País   | Año  |
| --------------------- | ---------------- | ------ | ---- |
| Anaprof Clausura 2007 | San Francisco FC | Panamá | 2007 |
| Anaprof Apertura 2008 | San Francisco FC | Panamá | 2008 |
| Anaprof Apertura 2009 | San Francisco FC | Panamá | 2009 |
| LPF Apertura 2010     | Tauro FC         | Panamá | 2010 |